# Neil McLaughlin
Neil McLaughlin (ur. 18 maja 1948 w Londonderry, zm. 23 grudnia 2013 tamże) – irlandzki bokser, medalista mistrzostw Europy z 1971, olimpijczyk.
Był uczestnikiem zajść znanych jako krwawa niedziela 30 stycznia 1972 w Londonderry. Zeznawał przed sądem, że żołnierze brytyjscy strzelali ostrą amunicją w protestujących.

## Kariera w boksie amatorskim
Walczył w wadze muszej (do 51 kg). Zdobył brązowy medal w tej kategorii wagowej na mistrzostwach Europy w 1971 w Madrycie po wygraniu dwóch walk i porażce z późniejszym mistrzem Juanem Francisco Rodríguezem z Hiszpanii w półfinale.
Wystąpił w tej wadze na igrzyskach olimpijskich w 1972 w Monachium, gdzie wygrał trzy walki (w tym jedną walkowerem), a w ćwierćfinale został pokonany przez przyszłego srebrnego medalistę Leo Rwabwogo z Ugandy.
Był mistrzem Irlandii w wadze muszej w 1971, 1972 i 1974 oraz wicemistrzem w 1969.

## Kariera w boksie zawodowym
Przeszedł na zawodowstwo w 1976. Stoczył 28 walk, z których wygrał 5 (3 przed czasem), przegrał 20 (6 przed czasem) i zremisował 3. Nie walczył o żaden istotny tytuł. Ze znanych bokserów pokonali go Charlie Magri (w swym debiucie w 1977) i Enrique Rodríguez (w 1979). Zakończył karierę w 1982.